# Багер дреглајн
Багер дреглајн је тешки багер превенствено намењен за откопавање материјала испод нивелете планума на којој се налази тј. за дубински рад. Он откопава материјал ка себи. Багер дреглајн може да копа и висински, а висина блока по правилу не сме да буде већа од 0,5-0,7 Хп.

## Конструкција
- Доњи непокретни построј на коме је смјештен транспортни уређај
- Обртне платформе
- Радног органа

## Радни орган
Радни орган багера дреглајн се састоји од:
- кашике са ланцима за подизање и вучу, истоварног блока (котура) и истоварног ужета,
- стреле која је зглобно везана за окретну платформу,
- усмеривача тј. усмеравајућих котурова за вучно уже.

## Радни процес
Багер се поставља у близину горње ивице етажне косине. При опуштеном вучном ужету, а помоћу ужета за подизање кашике, кашика се спушта на дно, затим се вучним ужетом кашика повлачи ка стрели багера. Кашика се под дејством своје тежине урезује у материјал и пуни се откопаним материјалом. Дубина одрезка се регулише затезањем ужета за дизање кашике. Када је кашика пуна материјала, накратко се прикочи вучни добош и ставља се у погон добош за дизање кашике. Као резултат тога, уже за дизање кашике, вучно уже и истоварно уже се затежу, а кашика се диже у хоризонталном положају. Истовремено са подизањем кашике укључује се механизам за кружно кретање платформе па се иста заједно са стрелом и кашиком окреће до места пражњења кашике. Опуштањем вучног ужета кашика се преврће и празни. Платформа се затим, заједно са стрелом и кашиком окреће ка месту поновног утовара материјала и то при истовременом опуштању ужета за подизање кашике тј. при истовременом спуштању кашике.

## Радни параметри
- Радијус копања - Рк, представља хоризонтално растојање од окретне осе платформе багера до врха зуба на кашици при копању. Овде разликујемо: радијус копања без забацивања кашике Рк и радијус (максимални) копања са забацивањем кашике Ркмах
- Радијус пражњења - Рп, представља хоризонтално растојање од вертикалне осе окретања платформе до осе кашике при пражњењу исте.
- Дубина копања - Хк, представља вертикално растојање од нивелете планума на којем се багер налази до врха зуба на кашици и у њеном крајњем доњем положају.
- Висина пражњења - Хп, преставља вертикално растојање од нивелете планума на којем багер стоји до врха зуба на кашици у процесу пражњења исте.